# Shaun das Schaf – Der Film: UFO-Alarm
Shaun das Schaf – Der Film: UFO-Alarm (Originaltitel: A Shaun the Sheep Movie: Farmageddon) ist ein britisch-französische Stop-Motion-Animations-Science-Fiction-Comedy-Film aus dem September 2019, der von Aardman Animations produziert wurde. Es ist eine Fortsetzung von Shaun das Schaf – Der Film, beide basierend auf der Fernsehserie Shaun das Schaf, die wiederum ein Spin-off des Wallace & Gromit-Films Unter Schafen ist.
Die Geschichte konzentriert sich auf Shaun und die Herde, da sie auf ein niedliches Alien mit außergewöhnlichen Kräften treffen, das in der Nähe von Mossy Bottom Farm abstürzt und bald einen Weg finden muss, um in seine Heimat zurückzukehren. Der Film wurde von Will Becher und Richard Phelan inszeniert.

## Handlung
In einem Wald in der Nähe des beschaulichen Mossy Bottom landet – beobachtet von einem Mann mit seinem Hund – ein außerirdisches Raumschiff, dessen Passagier es auf der Suche nach Essbarem auf die Mossy Bottom Farm verschlägt. Dort hat Shaun das Schaf den ersten Kontakt zu dem Außerirdischen und begreift schnell, dass der Außerirdische wieder zurück zu seinem Raumschiff möchte und so machen sich der Außerirdische LU-LA und Shaun auf den Weg nach Mossy Bottom.
Zwischenzeitlich hat eine Regierungsbehörde aufgrund von Zeugenaussagen die Ermittlungen mit dem Ziel aufgenommen, Raumschiff und Passagier aufzuspüren. Das Team um Agentin Red und Roboter Muggins erreicht zwar den Landeplatz, kann das Raumschiff aber nicht entdecken und zieht sich enttäuscht zurück. In einer späteren Rückblende erfährt der Zuschauer, dass Agentin Red als Kind zwei Außerirdische an ihrem Elternhaus beobachtete und dafür von ihren Mitschülern ausgelacht wurde; von da an verfolgte sie das Ziel, die Existenz von Außerirdischen zu beweisen und sie zu fangen.
Kurz nach Abzug des Teams treffen Shaun und der Außerirdische in Mossy Bottom ein, wo sich der Außerirdische erst einmal in einem Supermarkt stärkt und diesen wegen eines Zuckerschocks weitestgehend verwüstet. Der abschließende epische Rülpser des Außerirdischen löst einen erneuten Alarm im Hauptquartier der Spezialeinheit aus, die daraufhin erneut ausrückt.
Unterdessen finden Shaun und der Außerirdische das Raumschiff, das unter einem Tarnschild verborgen war, wieder und betreten es. Der Versuch es zu starten, schlägt jedoch fehl, da der Schlüssel fehlt, den der Außerirdische beim Verlassen des Raumschiffs im Wald verloren hatte. Im Raumschiff stellt sich außerdem heraus, dass es sich bei dem Außerirdischen vielmehr um ein außerirdisches Mädchen namens LU-LA handelt, das das Raumschiff versehentlich beim nächtlichen Spielen gestartet hat, während ihre Eltern schliefen.
Da der Tarnschild aufgehoben wurde, können die Mitarbeiter der Regierungsbehörde das Raumschiff diesmal finden, auf einen Anhänger verladen und in eine geheime Basis transportieren. LU-LA und Shaun können Agentin Red den Schlüssel, den Roboter Muggins im Wald entdeckt hatte, wieder entwenden, mit einigen Tricks die unfähigen Mitarbeiter überlisten und schließlich im letzten Moment mit dem Raumschiff durch das sich schließende Tor der Basis entkommen. LU-LA, Shaun und Bitzer, der sich zwischenzeitlich an Bord geschmuggelt hatte und dort versehentlich in eine Schlafkammer gelangt war, sind bereits im Weltraum und auf dem Weg zum Heimatplaneten des außerirdischen Mädchens, als Shaun durch ein Missgeschick eine Kursänderung auslöst. Das Raumschiff kehrt zur Erde zurück und macht in der Nähe der Mossy Bottom Farm eine Bruchlandung.
Dort hat der Farmer zwischenzeitlich eine Art UFO-Freizeitpark namens „Farmageddon“ gebaut, um von der großen UFO- und Alien-Hysterie finanziell zu profitieren. Da Roboter Muggins sich zumindest in Teilen am UFO festhalten konnte, kennt Agentin Red nun LU-LAs Aufenthaltsort und eilt ebenfalls zur Farm. Dort erkennt LU-LA, dass sie wohl auf ewig auf der Erde festsitzt, da das Raumschiff völlig zerstört ist und keine Möglichkeit besteht, wieder zu ihrem Heimatplaneten zurückzukehren. Shaun entdeckt jedoch in den Trümmern eine Art intergalaktisches Babyphon, mit dem er versucht, ein Signal zu senden. Auf dem Display kann er jedoch erkennen, dass die Signalstärke nicht ausreicht. Er beschließt deswegen, einen Turm zu erklimmen, den der Farmer im Zusammenhang mit seinem Freizeitpark gebaut hat, und wird dabei von LU-LA begleitet.
Agentin Red, inzwischen auf der Farm angekommen, verwandelt ihr Fahrzeug in eine Art Kampfroboter und erklimmt mit diesem ebenfalls den Turm. Dort kommt es zum Showdown, der – nach Übermittlung des Signals – damit endet, dass Agentin Red aus den Trümmern ihres Transformers klettert und mitansehen muss, wie LU-LA von ihren Eltern MI-MA und BO-BO abgeholt wird. Sie erkennt in diesen die Außerirdischen wieder, die sie als Kind gesehen hat und schließt ihren Frieden mit LU-LA und ihren Eltern und Freunden.
LU-LA verabschiedet sich von ihren neu gewonnenen Freunden und macht sich mit ihren Eltern auf den Weg zurück nach Hause.

## Produktion
Am 14. September 2015 kündigte StudioCanal an, mit Aardman an einer Fortsetzung zu arbeiten. Am 25. Oktober 2016 bestätigte Aardman unter dem Arbeitstitel Shaun das Schaf – Der Film 2, dass eine Fortsetzung im Januar 2017 mit Richard Starzak, Co-Regisseur des ersten Films, wieder in Produktion gehen würde.
Ab November 2018 wurde bekannt gegeben, dass die Aardman-Mitarbeiter Richard Phelan und Will Becher gemeinsam Regie führen und Starzak weiterhin als Regisseur fungiert, da Peter Lord und David Sproxton den Mitarbeitern die Mehrheit der Eigentumsrechte übertragen haben, um das Unternehmen unabhängig zu halten.
Im Januar 2018 wurde angekündigt, dass der Teaser des Films weltweit vor dem anderen Aardman-Film Early Man – Steinzeit bereit im Kino zu sehen sein wird, um den neuen Titel und die neue Inhaltsangabe des Films zu enthüllen. Am 7. Dezember 2018 gab Aardman über seine sozialen Medien bekannt, dass der Teaser-Trailer für den Film zusammen mit den Veröffentlichungsterminen in der folgenden Woche erscheinen wird. Der Teaser-Trailer wurde am 11. Dezember 2018 veröffentlicht, gefolgt vom ersten offiziellen Trailer, der am 1. April 2019 veröffentlicht wurde.
Shaun das Schaf – Der Film: UFO-Alarm hatte am 22. September 2019 seine Londoner Premiere und wurde am 18. Oktober 2019 im Vereinigten Königreich veröffentlicht. In Deutschland lief der Film am 26. September 2019 in den Kinos an.

## Auszeichnungen
- 2019: British Independent Film Award, British Independent Film Awards 2019, in der Kategorie Beste visuelle Effekte (Howard Jones)
- 2019: Nominierung Douglas Hickox Award – Bester Nachwuchsregisseur, British Independent Film Awards 2019, für Will Becher und Richard Phelan
- 2019: Nominierung Satellite Award, Satellite Awards 2019 in der Kategorie Bester Film – Animation oder Mixed Media
- 2020: Nominierung ALFS Award, London Critics Circle Film Awards, in der Kategorie Technical Achievement of the Year (Will Becher und Richard Phelan)
- 2020: Nominierung BAFTA Film Award, British Academy Film Awards 2020, Kategorie Bester Animationsfilm

## Anspielungen
Im Film gibt es mehrere Anspielungen auf Filme und TV-Serien, in denen Außerirdische eine Rolle spielen. So sieht man schemenhaft LU-LA durch den Stall rennen wie die Außerirdischen in Signs von M. Night Shyamalan, Töne aus dem Akte X-Thema von Mark Snow öffnen eine zugangsgesicherte Tür, ein Müllcontainer fliegt ähnlich der Fahrradszene in E.T. – Der Außerirdische vor dem Vollmond entlang, und zur musikalischen Untermalung gehören u. a. der Anfang der sinfonischen Dichtung Also sprach Zarathustra von Richard Strauss und Ausschnitte aus dem Donauwalzer von Johann Strauss (beide Stücke gehören zum Soundtrack von 2001: Odyssee im Weltraum) sowie die berühmte Tonfolge aus dem Film Unheimliche Begegnung der dritten Art.